# Lelio Capilupi
Lelio Capilupi (Mantova, 19 dicembre 1497 – Mantova, 3 gennaio 1560) è stato un poeta e scrittore italiano.

## Biografia

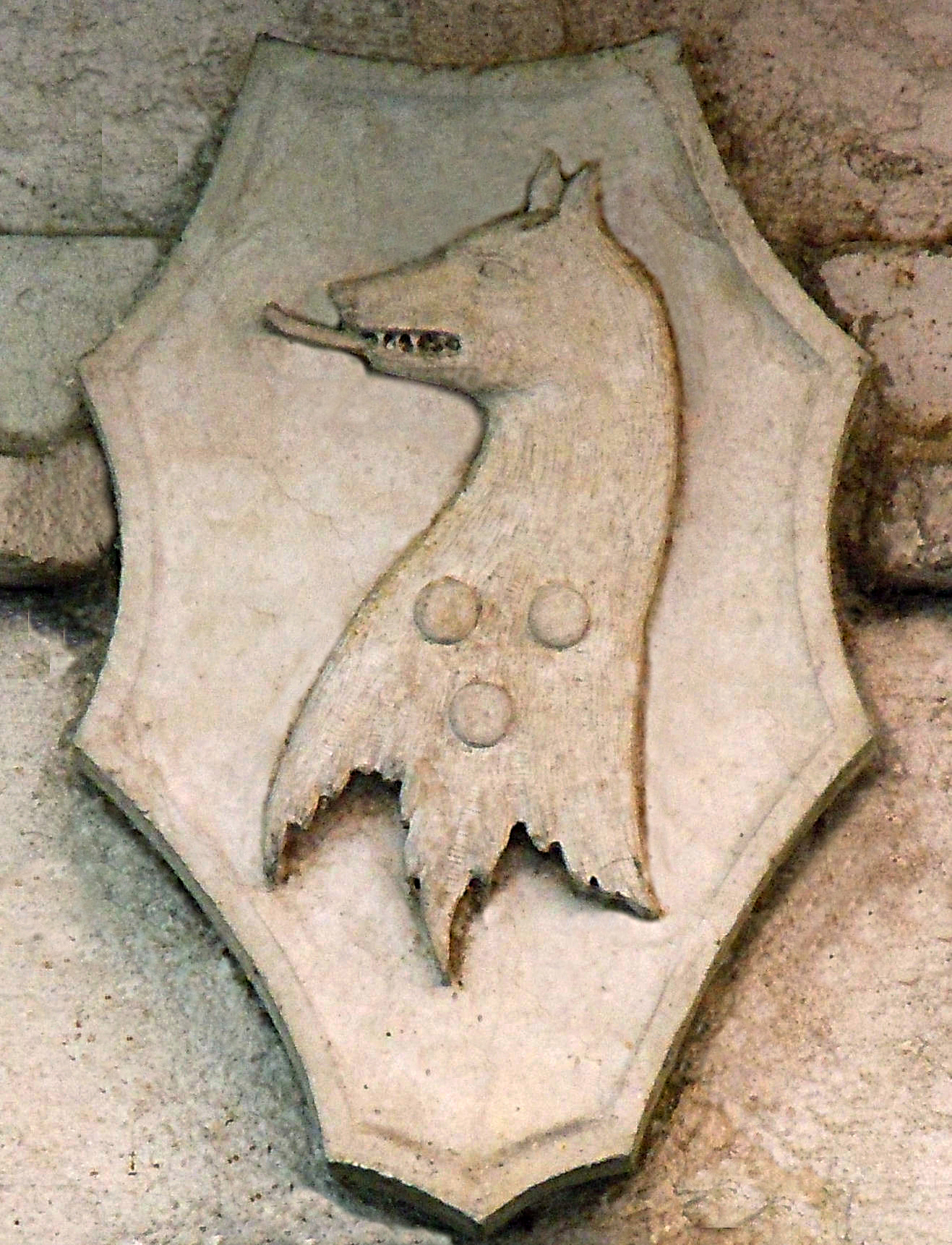
Mantova, stemma dei Capilupi

Era figlio di Benedetto (1461-1518), segretario di Isabella d'Este, marchesa di Mantova.
Studiò legge all'Università di Bologna e ebbe modo di studiare letteratura,  latino e Virgilio. Viaggiò a lungo con il cardinale Ippolito d'Este e a Parigi risiedette per alcuni anni alla corte di Francesco I di Francia.
Soggiornò anche a Roma dove tenne corrispondenza epistolare col poeta amico Matteo Bandello, conosciuto alla corte di Mantova.
Fu ricordato da Ludovico Ariosto nell'Orlando Furioso (XLV, st. 12)  come uno dei più illustri poeti del tempo.
Morì a Mantova nel 1560.